# Biblia kralicka

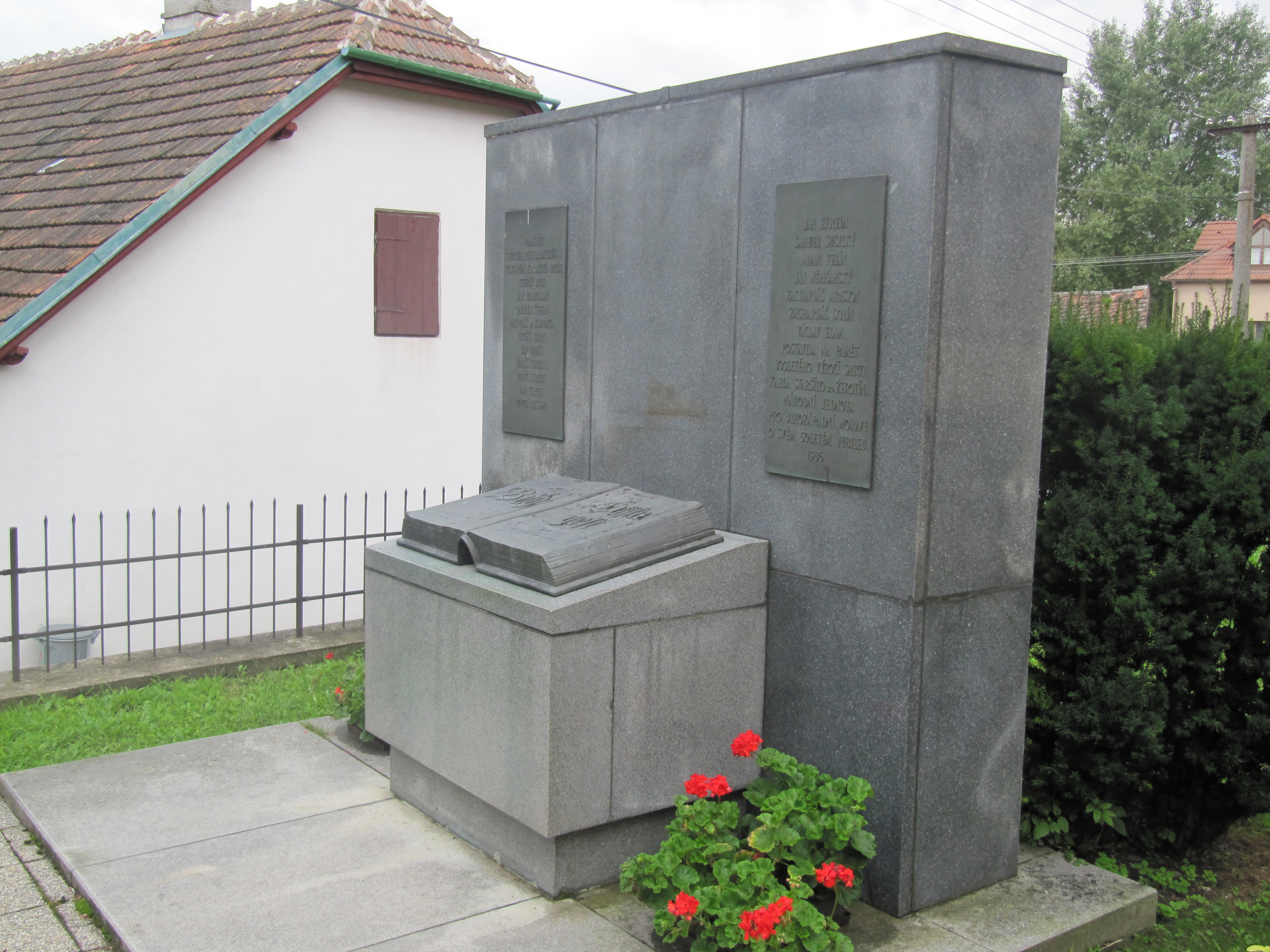
Pomnik Biblii kralickiej w Kralicach

Biblia kralicka (cz. Bible kralická) – pierwszy całościowy przekład Biblii na język czeski dokonany z języków oryginalnych. Jest to protestanckie tłumaczenie Pisma Świętego.

## Historia
Przekładu dokonali z inspiracji seniora Jana Blahoslava bracia czescy. Został on opublikowany w miejscowości Kralice (Morawy), skąd pochodzi nazwa przekładu. Wydanie pierwsze liczyło sześć tomów i ukazało się w latach 1579–1594. Wydanie zostało wzbogacone aparatem krytycznym z obszernymi komentarzami. Było to pierwsze pełne tłumaczenie Biblii na język czeski dokonane z języków oryginalnych, które uwzględniało także ówczesne osiągnięcia w zakresie humanistycznej biblistyki europejskiej, zarówno w dziedzinie filologii, jak i egzegezy biblijnej.
W roku 1596 (dwa lata po opublikowaniu ostatniego tomu) wydano całą Biblię w jednym tomie bez komentarzy, a także kieszonkową wersję Nowego Testamentu. Wydanie trzecie z 1613 stało się najbardziej popularną i było aż do drugiej połowy XX wieku najszerzej rozpowszechnioną i najczęściej używaną wersją Biblii w języku czeskim. Wydanie to stało się wzorem dla odradzającego się na przełomie XVIII i XIX wieku języka czeskiego.
W ramach serii wydawniczej Biblia Slavica w 1995 roku ukazało się sześć tomów z faksymiliami oryginałów pierwszego sześciotomowego wydania Biblii kralickiej.

## Zespół tłumaczy
W skład przekładu Biblii kralickiej weszło tłumaczenie Nowego Testamentu Jana Blahoslava (1564, 1568), które zostało na nowo zredagowane do tego przekładu. Tłumaczenie Nowego Testamentu Blahoslava zostało poprawione przez seniora Jana Němčanskiego, a wydanie drugie przez Zacharego Aristona.
Tłumaczenie Starego Testamentu koordynował i prowadził uczeń Jana Blahoslava, biskup Ondřej Štefan. W skład zespołu tłumaczy (zarówno filolodzy, jak i teolodzy) weszli:
- Mikuláš Albrecht z Kaménka (hebraista)
- Lukáš Helic (konwertowany Żyd pochodzący z Polski)
- Jan Eneáš (senior Jednoty Brackiej)
- Izaiáš Cibulka (konsenior i opiekun zboru kralickiego)
- Jiří Strejc (konsenior)
- Jan Efraim
- Pavel Jessen
- Jan Kapito (Hlaváč)

## Wpływ na inne przekłady narodowe
Wpływ Biblii kralickiej jest widoczny w polskiej Biblii gdańskiej z roku 1632. Jej tekst wykorzystano głównie w komentarzach.
Dla Słowaków Matej Bel opracował edycję Pisma Świętego opartą na Biblii kralickiej poprzedzoną przedmową Daniela Krmana (Biblia sacra, to jest Biblí svatá, Halle 1722).
Pierwsza Biblia górnołużycka (1728) przetłumaczona z Biblii Lutra i tekstu greckiego została porównana z Biblią kralicką (wydanie z 1613) wraz z przekładem Biblii gdańskiej i Biblii Jurija Dalmatina (1584).